# Voorwaartsch
 Voorwaartsch is een album van Rowwen Hèze. Het album werd opgenomen in Blue Hotel Studios in Haarlem, Studio Tren in Sevenum en Het Wapen van Bloemendaal te Bloemendaal en werd in 2019 uitgebracht door Modestus Records BV.

## Nummers
| 1.                 | Voorwaartsch                     | Jack Poels                     | 3:48 |
| 2.                 | Casa Halleluja                   | Jack Poels                     | 3:28 |
| 3.                 | Gekapseisd                       | Jack Poels                     | 4:26 |
| 4.                 | Mien eige manier                 | Jack Poels,                    | 2:59 |
| 5.                 | Elke ierste kier (Met Blackbird) | Jack Poels, Tren van Enckevort | 3:34 |
| 6.                 | Leidingwater                     | Jack Poels                     | 3:01 |
| 7.                 | Middag in mei                    | Jack Poels                     | 4:40 |
| 8.                 | Zigeunerin                       | Jack Poels                     | 3:29 |
| 9.                 | Gisteroavend                     | Jack Poels                     | 3:36 |
| 10.                | Drei alles um                    | Jack Poels                     | 2:50 |
| 11.                | Vastenoavend is vurbeej          | Jack Poels                     | 4:21 |
| 12.                | Moaneschien                      | Jack Poels, Tren van Enckevort | 4:06 |
| 13.                | Niks zonder ow                   | Jack Poels                     | 2:35 |
| Totale duur: 46:53 |                                  |                                |      |

## Muzikanten
De credits op de albumhoes vermelden:
- Jack Poels – zang, gitaar
- Tren van Enckevort – accordeon, piano, percussie en zang
- Martîn Rongen – drums, percussie
- Wladimir Geels – basgitaar, contrabas, zang
- Theo Joosten – gitaar, mandoline, bouzouki, vihuela, tin whistle en zang
- Jack Haegens – trompet, bugel
- Ruud Brouns – trombone
- Erik Brouns – saxofoon
- Asia Czaj – eerste viool
- Ewelina Krysiak – tweede viool
- Ekaterina Degtiarev – alt viool
- Judith Groen – cello
- Emil Szarkowisz – eerste viool

Zangeres op 'Elke ierste kier': Blackbird
Koor: Karlijn van Dinther, Mirriam Roodbeen, Ruud Brouns, Erik Brouns, Lau Verheijden